# Marguerite de Bourbon (1211-1256)
Pour les articles homonymes, voir Marguerite de Bourbon.
 (août 2009).
Si vous disposez d'ouvrages ou d'articles de référence ou si vous connaissez des sites web de qualité traitant du thème abordé ici, merci de compléter l'article en donnant les références utiles à sa vérifiabilité et en les liant à la section « Notes et références ».
Marguerite de Bourbon, née en 1211 et morte en avril 1256 à Provins, est la fille d'Archambaud VIII de Bourbon et d'Alix de Forez. En 1232, elle se maria avec Thibaut Ier de Navarre, roi de Navarre, comte de Champagne, de Troyes et de Meaux.

## Biographie
Thibaut décéda en 1253. Marguerite, avec la coopération de Jacques Ier d'Aragon, agit comme régente en attendant que son fils aîné ait l'âge, en 1256. Marguerite maria finalement Thibaut à Isabelle de France, fille de Louis IX de France, en signe de paix.

## Mort
Elle mourut en 1256, à l'âge de 45 ans, probablement de dysenterie.

## Enfants
Avec Thibaut Ier de Navarre, ils eurent 6 enfants :
- Éléonore (1233-1235) ;
- Thibaut II de Navarre (1238-1270) ;
- Béatrice (début 1242-1295) ;
- Pierre (fin 1242-1265) ;
- Marguerite (1243-1306) ;
- Henri Ier de Navarre (1244-1274).